# Glaphyria citronalis
Glaphyria citronalis là một loài bướm đêm trong họ Crambidae.